# 康州 (広東省)
康州（こうしゅう）は、中国にかつて存在した州。唐代から宋代にかけて、現在の広東省肇慶市南部と雲浮市北部にまたがる地域に設置された。

## 概要
621年（武徳4年）、唐が蕭銑を滅ぼすと、隋の信安郡端渓県の地に康州が立てられた。626年（武徳9年）、康州は廃止された。627年（貞観元年）、南康州が置かれた。637年（貞観11年）、南康州は廃止された。638年（貞観12年）、再び康州が置かれた。742年（天宝元年）、康州は晋康郡と改称された。758年（乾元元年）、晋康郡は康州の称にもどされた。康州は嶺南道に属し、端渓・悦城・晋康・都城の4県を管轄した。
972年（開宝5年）、北宋により康州は廃止され、属県であった悦城・晋康・都城の3県も廃止されて、端渓県に併合された。端渓県は端州に編入された。まもなく再び康州が置かれた。973年（開宝6年）、滝州が廃止されて、滝水県が康州に編入された。1131年（紹興元年）、南宋により康州は徳慶府に昇格した。徳慶府は広南東路に属し、端渓・滝水の2県を管轄した。
1280年（至元17年）、元により徳慶府は徳慶路と改められた。徳慶路は江西等処行中書省に属し、端渓・滝水の2県を管轄した。
1368年（洪武元年）、明により徳慶路は徳慶府と改められた。1376年（洪武9年）、徳慶府は徳慶州に降格した。徳慶州は肇慶府に属し、封川・開建の2県を管轄した。
清のとき、徳慶州は肇慶府に属し、属県を持たない散州となった。
1912年、中華民国により徳慶州は廃止され、徳慶県と改められた。